# آبانکای منطقه
آبانکای منطقه (به اسپانیایی: Abancay District) یک سکونتگاه مسکونی در پرو با جمعیت ۵۴٬۱۸۰ نفر است که در منطقه اپوریماک واقع شده‌است.